# 無法得到滿足
無法得到滿足是美國搖滾樂團極端份子樂團創作，專輯《在年輕的心中》的第三首單曲。由主唱吉普·溫格和吉他手瑞布·貝赫編曲，於1990年7月在美國排行榜首次亮相。其MV由麥可·貝執導。作為極端份子樂團最成功的歌曲，在主流搖滾榜上名列第6位。《在年輕的心中》也為此取得金唱片認證。

## 排行榜
| 榜單（1990年）                   | 高峰位置 |
| -------------------------------- | -------- |
| 美国（《告示牌》百大單曲榜）     | 42       |
| 美國（《告示牌》主流搖滾歌曲榜） | 6        |